# مولوز
شهر مولوز (به فرانسوی: Mulhouse) در شهرستان اورن در ناحیه آلزاس با جمعیت ۱۱۰٬۵۱۴ نفر در کشور فرانسه واقع شده‌است.

## نگارخانه

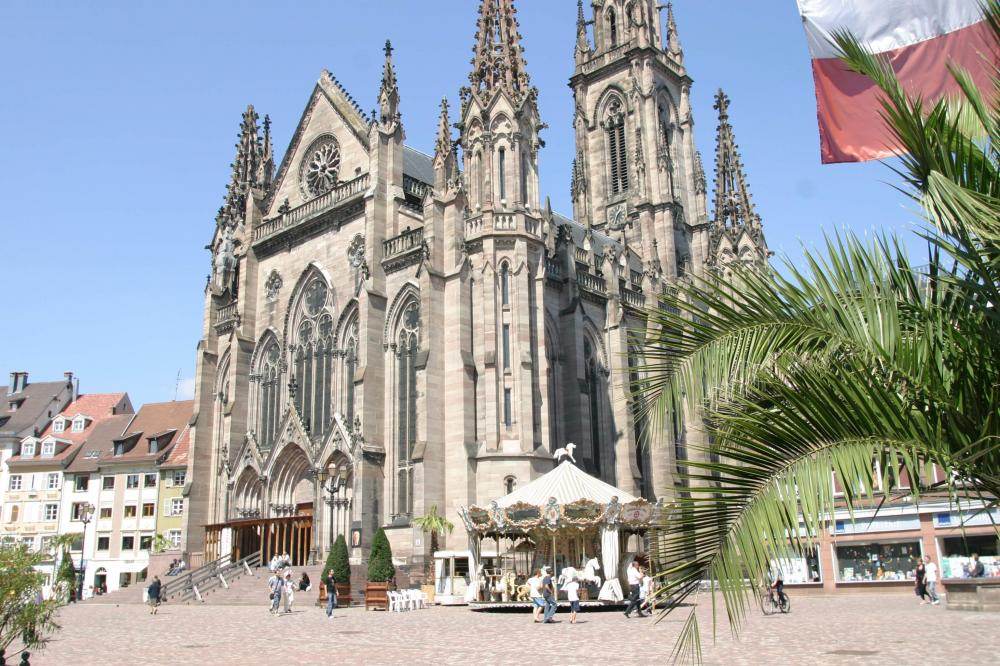
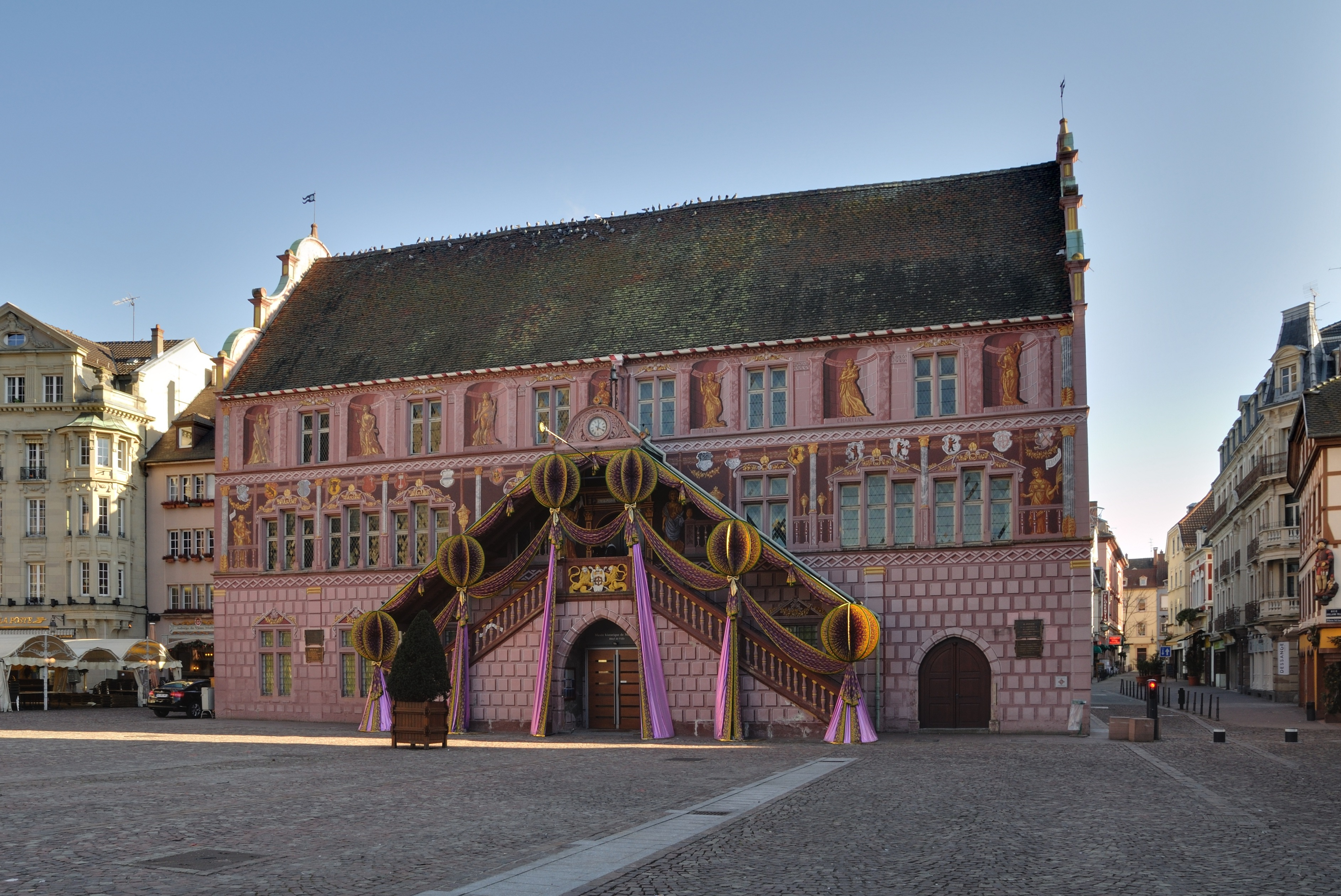
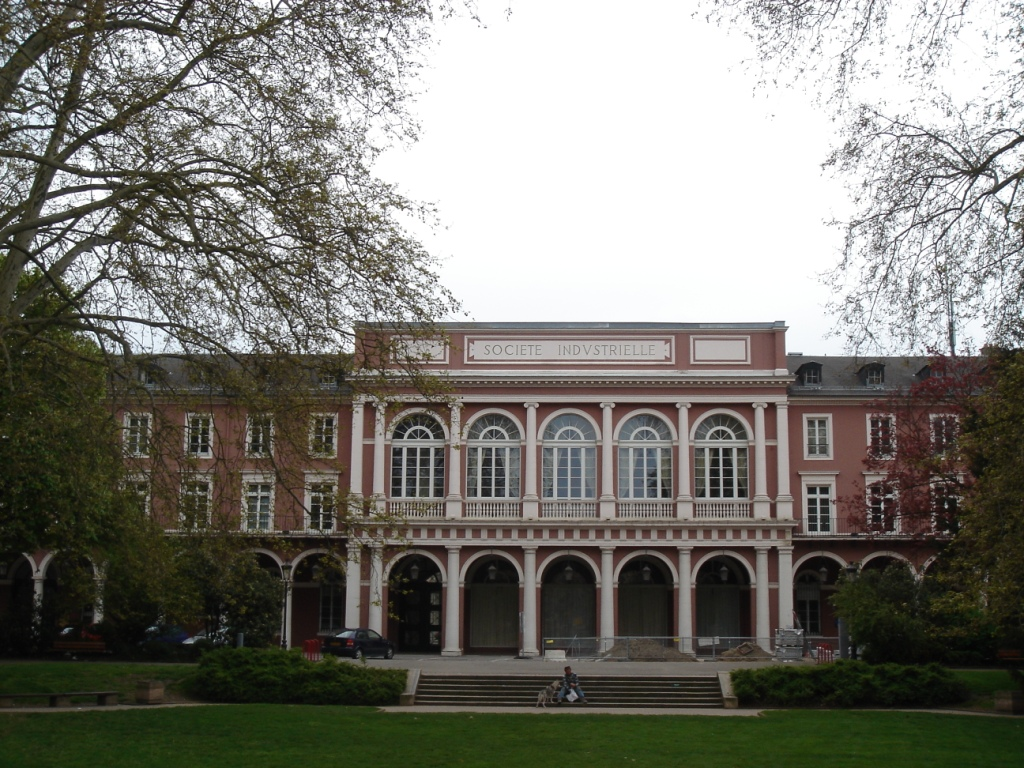